# Mucuchíes
Mucuchíes är en hundras från Venezuela. Den är en boskapsvaktande herdehund med ursprung i delstaten Mérida i de venezuelanska Anderna. 1961 bildades en rasklubb för att bevara rasen och 1964 erkändes den officiellt som Venezuelas nationalras, men det dröjde till 2023 innan rasen erkändes nationellt av den venezuelanska kennelklubben Federación Canina de Venezuela (FCV).